# Flakbatterie Kirchreihe
Die schwere Flakbatterie Kirchreihe war im Zweiten Weltkrieg eine verbunkerte Stellung der Marine-Flak in Wilhelmshaven.

## Lage und Aufbau
Die Flakbatterie befand sich im Norden Wilhelmshavens auf halber Strecke zwischen dem Stadtpark und der Friedenstraße inmitten der heutigen Kleingärten. Die Anlage bestand aus vier Geschützhochbunkern, die um einen zentralen Leitstand angeordnet waren. Südlich der Batterie war ein Radar vom Typ Würzburg aufgestellt. Die Unterkünfte der Bedienmannschaften befanden sich im Erdgeschoss des jeweiligen Hochbunkers. Nahe der Kleingärten befanden sich Baracken, in denen eine Schreibstube, Küche, Gemeinschaftsraum und die Unterkunft des Batteriechefs, der Batterieoffiziere und Unteroffiziere. Entgegen der anderen Batterien wurde der Bau eines Wirtschaftsgebäudes für die Batterie Kirchreihe nie umgesetzt.

## Organisatorische Eingliederung

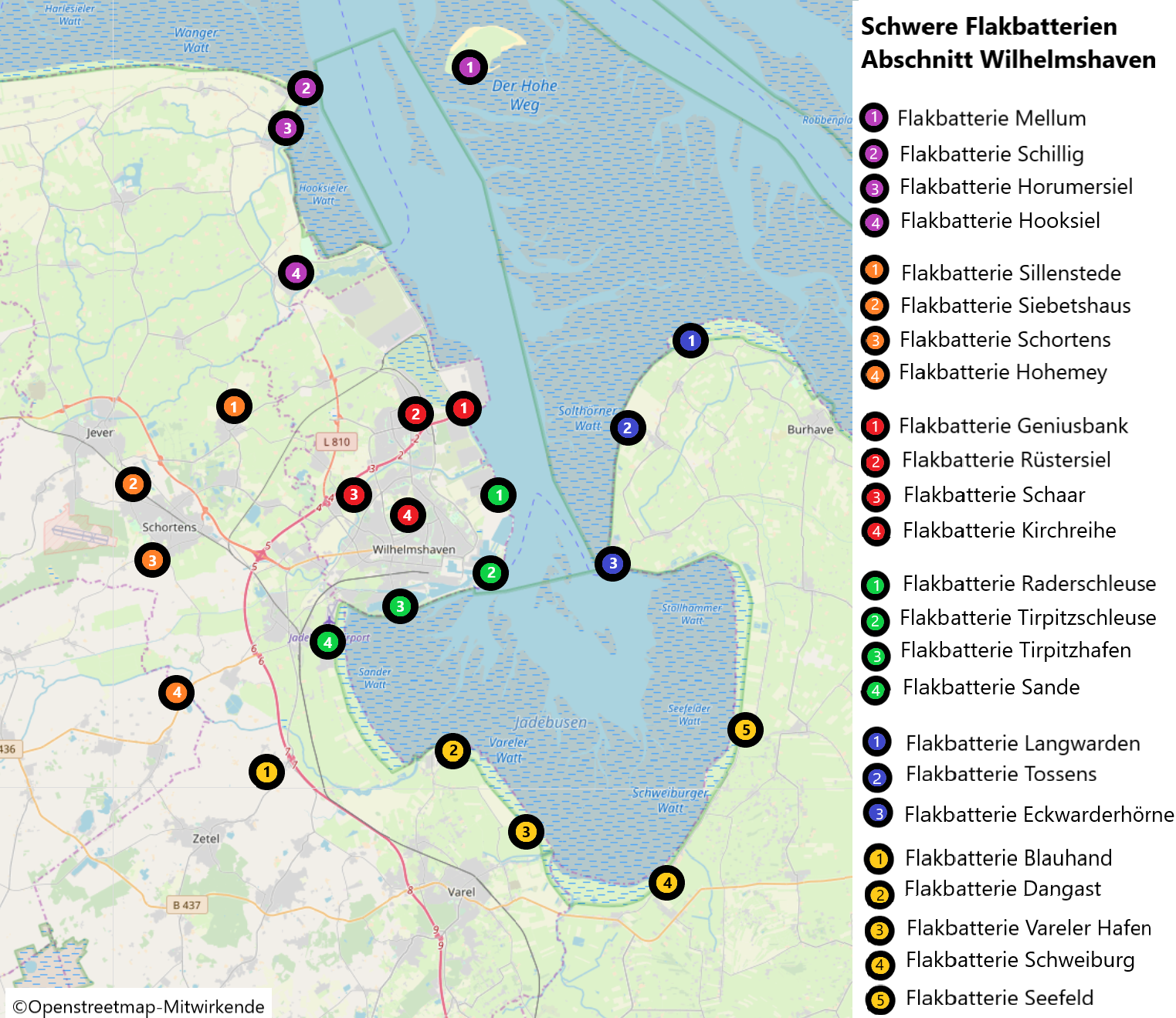
Position der Flakbatterien im Abschnitt Wilhelmshaven

Für die Küstenverteidigung war der Küstenbefehlshaber Deutsche Bucht verantwortlich. Die Batterie gehörte als Teil der II. Marineflakbrigade zum Abschnitt Wilhelmshaven. Die Flakbatterie gehörte zur Marineflakabteilung 212, deren Flakuntergruppenkommando Mitte an der Fortifikationsstraße in Wilhelmshaven lag.

## Geschichte
Die Batterie war bereits im Ersten Weltkrieg als Feldstellung errichtet worden, kam zu dieser Zeit jedoch nicht zum Einsatz. Während der Mobilmachung im August 1939 wurde die Batterie Kirchreihe von den Marineartilleristen der 2. Marineartillerieabteilung mit 8,8-cm-Geschützen gefechtsklar gemacht. Die neue Bunkerbatterie mit 10,5-cm-Geschützen wurde westlich der am Neuengrodener Weg gelegenen Kleingärten errichtet. Die Geschützbunker und der Leitstand waren mit aufwändigen Simsverzierungen gebaut worden, was später bei anderen Batterien aus Kostengründen nicht mit umgesetzt wurde.

### Nachkriegszeit
Die Anlage wurde nach Ende des Krieges im August 1945 von den Kanadiern gesprengt. Heute sind noch Reste eines Geschützbunkers am Nelkenweg zu erkennen. Das Wachgebäude der ehemaligen Feldstellung von 1914/18 wird heute als Gartenhaus genutzt.